# Söjtör
Söjtör là một thị trấn thuộc hạt Zala, Hungary. Thị trấn này có diện tích 36,16 km², dân số năm 2010 là 1559 người, mật độ 43 người/km².